# Alexander Huiskes
Alexander Huiskes (* 1968 in Wallau in Hessen) ist ein deutscher Autor von Fantasy-Romanen.

## Leben
Nach seinem Abitur studierte Alexander Huiskes an der Johannes Gutenberg-Universität in Mainz Germanistik, Geschichte und Politik für das Lehramt an Gymnasien. Seit 1998 unterrichtet er an einem Privatgymnasium in Wiesbaden.
Der Werdegang zum Schriftsteller begann 1989, als er Mitarbeiter und Redakteur verschiedener Zeitschriften und Publikationen des Rollenspielgenres wurde. Unter anderem arbeitete er für ZauberZeit, Spielwelt, Nautilus und Kartefakt. Ab 1994 übernahm er die Chefredaktion des Gildenbriefes, eines regelmäßigen Magazins für das Rollenspielsystem Midgard. Für dieses erste deutschsprachige Pen- & Paper-Spiel schrieb er auch mehrere Abenteuer. Außerdem entwarf und verfasste er die SF-Variante zu Midgard, die im Universum von Perry Rhodan angesiedelt ist, sowie entsprechendes Hintergrundmaterial. Für Bastei ist er gelegentlich als Lektor tätig und zeichnet auch als Autor der innerhalb der Romane von David Gemmell erschienenen Drenai-Enzyklopädie verantwortlich. Seit Band 2200 (2003) lektoriert er zudem die wöchentlich erscheinenden Romane der Perry-Rhodan-Heftromanserie.

## Werke
Von Alexander Huiskes sind bisher drei Romane erschienen. Zwei davon spielen in der fiktiven Welt des Schwarzen Auges, der dritte auf der Welt Midgard.
- Die Hand der Finsternis. Heyne, München 2000, ISBN 3-453-17880-7.
- Der geheime Pfad. Heyne, München 2002, ISBN 3-453-21387-4.
- Die Geburt der dunklen Götzen. Pegasus, Friedberg 2004, ISBN 3-937826-21-1.

Die folgenden Abenteuer und Quellenbücher für das Rollenspielsystem Midgard stammen aus der Feder von Alexander Huiskes:
- Das Bestiarium. Pegasus, Friedberg 2003 ISBN 3-930635-59-3.
- Die Haut des Bruders
- Weisser Wolf und Seelenfresser. ISBN 3-924714-65-7.
- Was Fürsten wollen
- Das Land, das nicht sein darf
- Nahuatlan Quellenbuch
- Hexenzauber & Druidenkraft
- Barbarenwut & Ritterehre

Zwei Heftromane für die Serie PERRY RHODAN ACTION erschienen 2009:
- Zwischen 42 Welten (Band 33)
- Sonnendämmerung (Band 36, Abschlussband)

Im Rahmen der Serie PERRY RHODAN-EXTRA erschien im April 2011:
- Countdown (Band 12)

Seit 2012 schreibt er für die Serie PERRY RHODAN NEO, einer Neuinterpretation der Perry-Rhodan-Serie, nach Exposés von Frank Borsch:
- Der Weltenspalter (Band 21)
- Belinkhars Entscheidung  (Band 29)
- Dämmerung über Gorr (Band 33)
- Das Ende der Schläfer (Band 43)
- Kurtisane des Imperiums (Band 54)
- Novaals Mission (Band 66)
- Callibsos Fährte (Band 83)